# 크리스틴 펠러린
크리스틴 펠러린(Krystin Pellerin, 1983년 7월 12일 ~ )는 캐나다의 배우이다.